# Guavina guavina
A guavina-comum (nome científico: Guavina guavina), também conhecida como Amburé, é uma espécie de peixe teleósteo perciforme da família dos eleotrídeos. Tais peixes podem ser encontrados do México ao sul do Brasil, medindo cerca de 35 cm de comprimento.

## Características
Esses peixes possuem corpo de cor bege a marrom-escuro, com o ventre mais claro e estrias escuras irradiadas do olho.